# Wasserkessel

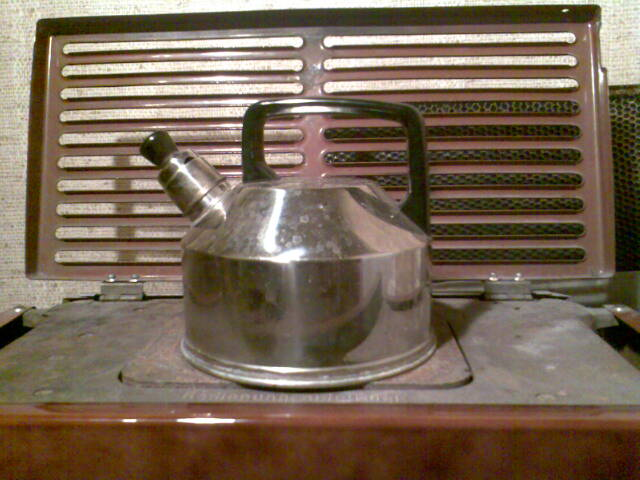
Ein typischer Wasserkessel (Pfeifkessel) mit einer Dampfpfeife auf einem Kohleofen

Ein Wasserkessel oder Caldor (mit Dampfpfeife versehen auch als Pfeifkessel oder Flötenkessel bezeichnet) dient dem Erhitzen von Wasser bis zum Siedepunkt, unter anderem für die Zubereitung von Tee, Kaffee und Instant-Brühe. Wasserkessel mit Dampfpfeife sind in Europa seit dem 17./18. Jahrhundert bekannt.

## Ausführungen und Funktionsweise
Wasserkessel gibt es in unterschiedlichen Größen, die an den Einsatzzweck angepasst sind. Leichte Kessel aus Aluminium für den Einsatz beim Zelten und Wandern haben ein Fassungsvermögen von rund 0,5 bis etwa 2,5 Liter. Ein durchschnittlicher Wasserkessel für den Heimgebrauch fasst etwa zwei Liter Wasser und besteht aus Edelstahl, Aluminium, Kupfer oder (emailliertem) Stahlblech.
Die Kessel werden im Gegensatz zu elektrischen Wasserkochern mit Hitze von außen auf einem Kochherd, mobilen Kocher oder auch auf offenem Feuer betrieben. Für die schnelle Erhitzung des Wassers haben einige Wasserkessel im Gegensatz zu modernen Kochtöpfen mit Mehrschichtboden dünn ausgearbeitete Böden, um beim Einsatz auf dem Herd den Kontakt zur Hitzequelle (Kochplatte oder offene Flamme) zu verbessern.
Manche Wasserkessel für den Gebrauch in der Küche haben eine auf die Schnaupe aufsetzbare Dampfpfeife, die durch ausströmenden Wasserdampf mit einem Pfeifton signalisiert, dass das Wasser im Kessel den Siedepunkt erreicht hat. Bei solchen Kesseln, die häufig keinen Deckel haben und nur direkt über die Schnaupe befüllt werden können, kann der Wasserdampf nicht über Ritzen entweichen. Diese einem Schnellkochtopf vergleichbare Bauweise ermöglicht eine rasche und energieeffiziente Erhitzung. Pfeifkessel mit obenliegenden Einfüllöffnungen haben einen fest schließenden Deckel, um den für das Funktionieren der Dampfpfeife erforderlichen Druckaufbau zu gewährleisten.
Eine besondere Form des Wasserkessels für den mobilen Einsatz im Freien mit offenem Feuer ist der aus Irland stammende Kelly Kettle.